# Comunisme cristià

Símbol del comunisme cristià: La falç i el martell amb una creu llatina.

El comunisme cristià és una forma de comunisme religiós basat en el cristianisme. És una teoria teològica i política basada en els ensenyaments de Jesucrist que portaria als cristians a donar suport al comunisme com a sistema social ideal. Encara que sobre la data exacta què va ser fundat el comunisme cristià no existeix un acord universal, molts comunistes cristians afirmen que l'evidència de la Bíblia suggereix que els primers cristians, inclosos els Apòstols, van crear la seva pròpia societat comunista en els anys posteriors a la mort i resurrecció de Jesús. Com a tal, molts defensors del comunisme cristià sostenen que va ser ensenyat per Jesús i practicat pels mateixos Apòstols. Fins i tot en pobles "comunes" com les gnósticas (pre-cristianes) especialment coneguda com el poble dels Essenis.
El comunisme cristià pot ser vist com una branca radical del Socialisme cristià. Si bé els comunistes cristians poden o no estar d'acord amb les diverses parts del marxisme, en general no estan d'acord amb les opinions antireligioses en mans dels marxistes seculars, però concorden amb molts dels aspectes econòmics i existencials de la teoria marxista, com la idea que el capitalisme explota a la classe obrera mitjançant l'extracció de plusvàlua dels treballadors en la forma de beneficis i que el treball assalariat és una eina de l'alienació humana que promou l'autoritat arbitrària i injusta. El comunisme cristià, com el marxisme, també sosté que el capitalisme encoratja els aspectes negatius de la naturalesa humana, suplantant a valors com la bondat, la justícia i la compassió en favor de la cobdícia, l'egoisme i l'ambició cega.
Els comunistes cristians també comparteixen alguns dels objectius polítics dels marxistes, per exemple reemplaçar el capitalisme pel socialisme, que al seu torn deu ser seguit pel comunisme en un moment posterior en el futur. No obstant això, els comunistes cristians de vegades no estan d'acord amb els marxistes (i en particular amb els leninistes) en l'àmbit de l'organització una societat socialista o comunista. En general, el comunisme cristià va evolucionar independent del marxisme, i els comunistes cristians comparteixen les conclusions, però no les premisses subjacents dels comunistes marxistes.

## Orígens anteriors a Marx
Algunes característiques del moviment valdense i de comunes associades en el nord d'Itàlia als segles xiii i xiv han seguit certs aspectes de la propietat comunal. Al segle xv van intentar construir una societat de propietat compartida a la ciutat de Tábor en el sud de Bohèmia. Certs aspectes i corrents dins de la guerra dels camperols alemanys en l'Alemanya del segle xvi, especialment Thomas Müntzer i els anomenats profetes de Zwickau, van tenir un fort esperit igualitari social.
La rebel·lió dels anabaptistes de Münster de 1534-1535 va intentar establir una societat basada en la comunitat de béns. Tots aquests intents de reforma van ser liderats pel literalisme bíblic en el qual es va referir als passos anteriorment esmentats en el Fets dels Apòstols.
Un dels textos que desenvolupa l'argument que les tendències comunistes estaven presents en els moviments radicals de l'època reformista a Europa és Comunisme a Europa central en els temps de la Reforma del teòric marxista Karl Kautsky.

## Exemples de fonament comunista en la Bíblia
- Els comunistes cristians entenen que la naturalesa del regne de Déu és tal que, per poder entrar en ell, un home ric deu deixar de ser ric. No obstant això, Jesucrist segueix dient que el que és impossible per als homes no és impossible per a Déu, donant a entendre que la gràcia de Déu pot salvar a un home ric, per exemple, permetent que les persones riques lliurin voluntàriament les riqueses, ja que, d'una altra manera, quedarien exclosos de la gràcia. Per exemple, Mateu 19:25-26 diu:[3]

| « | 25 Els seus deixebles, en sentir això, es van sorprendre en gran manera, dient: Qui, doncs, pot salvar? 26 I mirant-Jesús, els va dir: Per als homes això és impossible; mes per a Déu tot és possible. | » |

- Jesús va descriure als "canvistes" (és a dir, els que es dediquen al canvi de divises) com a "lladres" i els va tirar fora del Temple a Jerusalem. El text de Mateu 21:12-14 diu el següent:[4]

| « | 12 I Jesús va entrar al temple de Déu, i va tirar fora a tots els que venien i compraven en el temple, i va bolcar les taules dels canvistes, i les parades dels venedors de coloms; 13 i els digué: Escrit està: La meva casa, casa d'oració serà anomenada; mes vosaltres l'heu fet cova de lladres. 14 I van venir a ell al temple cecs i coixos, i els va curar. | » |

- La frase "estima al teu proïsme", diverses vegades dita per Jesús, és bastant ben coneguda. Els cristià-comunistes assenyalen que Jesús va considerar que aquest és la segona més important de totes les obligacions morals, després d'estimar a Déu. Per tant, en la seva opinió, una societat cristiana deu basar-se abans de res en aquests dos manaments, i deu respectar-los fins i tot més del que manté les coses tals com els valors familiars. Els versicles bíblics rellevants són Marc 12:28-31:[5]

| « | 28 Es va acostar un dels mestres de la Llei que els havia sentit discutir. S'havia fixat en el bé que Jesús els havia contestat, i li va preguntar: -Quin és el manament més important? 29 Jesús va contestar: -El manament més important és aquest: "Escolta, Israel! El Senyor nostre Déu és l'únic Senyor. 30 Ama el Senyor el teu Déu amb tot el cor, amb tota l'ànima, amb tot el pensament i amb totes les forces ". 31 I el segon és: "Estima el teu semblant com t'estimes a tu mateix". No hi ha cap manament més important que aquests. | » |

- Després de la mort de Jesucrist, l'"Església" (quan es refereix a organització) va quedar a càrrec dels apòstols, els quals es dedicaven a vetllar per les nececidades dels nous fidels. Es va crear un sistema d'administració de béns, el qual consistia que els fidels portaven als apòstols tots els seus béns, els quals eren repartits en igual proporció per a tots alhora. D'aquesta forma tota la "Església" tenia els mateixos ingressos, i no hi havia rics ni pobres. Això es descriu clarament en el llibre dels Fets dels Apòstols cap. 4:32-35:

| « | 32 I la multitud dels que havien cregut era d'un cor i d'una ànima; i cap deia ser seu res del que posseïa, sinó que tenien totes les coses en comú. 33 I amb gran poder els apòstols donaven testimoni de la resurrecció del Senyor Jesús, i abundant gràcia era sobre tots ells. 34 Així que no hi havia entre ells cap necessitat; perquè tots els qui eren heretats o cases, les venien, i portaven el preu de la venda, 35 i el dipositaven als peus dels apòstols; i es repartia a cadascú segons la seva necessitat. | » |

- El concepte "igualitari" és reiterat al Nou Testament respecte a l'arranjament d'administració de fons de tota la comunitat internacional cristiana en la segona carta de Pau als Corintis en el capítol 8:13 al 15 que segons la versió Reina-Valera diu:

| « | 13. Perquè no dic això perquè hi hagi per a altres folgança, i per a vosaltres estretor, 14. sinó perquè en aquest temps, amb igualtat, l'abundància vostra supleixi l'escassetat d'ells, perquè també l'abundància d'ells supleixi la necessitat vostra, perquè hi hagi igualtat, 15. com està escrit: El que va recollir molt, no va tenir més, i el que poc, no va tenir menys. | » |

## Comunistes cristians destacats

### Étienne Cabet
| « | "El comunisme és el cristianisme […] és el cristianisme pur, abans que fos danyat pel catolicisme" | » |

 El moviment Icarian va anar guanyant importància en gran part pel suport que va tenir en la dècada de 1840.

### Thomas J. Haggerty
Thomas J. Haggerty va ser un sacerdot catòlic de Nou Mèxic, EUA, i un dels membres fundadors del Sindicat de Treballadors Industrials del Món (IWW). A Haggerty se li atribueix l'autoria del Preàmbul del IWW, ajudant en la redacció del Manifest de la Unió Industrial i l'elaboració de la primera carta de l'organització industrial. Es va convertir en un marxista abans de la seva ordenació en 1892 i més tard va ser influït per l'anarcosindicalisme Haggerty va acabar la seva associació formal amb l'església quan va ser suspès pel seu arquebisbe per instar als miners de Colorado a la revolta durant la seva marxa pels campaments miners en 1903.

### Ernst Bloch
Ernst Bloch (1885-1977) va ser un filòsof i teòleg alemany marxista i ateu. Encara que ell no és un cristià com a tal, es diu que té "un biaix" entre el comunisme cristià i el poder leninista del marxisme. Una de les principals obres de Bloch, el Principi de l'Esperança, conté declaracions tals com: "Ubi Lenin, ibi Jerusalem" [On està Lenin, allí està Jerusalem i "el compliment bolxevic del comunisme és part de la vella lluita per Déu."

### Diane Drufenbrock
Diane Drufenbrock és una monja franciscana i membre del Partit Socialista dels EUA Va ser candidata a Vicepresident dels Estats Units del Partit Socialista en les eleccions presidencials dels Estats Units de 1980. Treballa com a professora en Milwaukee (Wisconsin).

### Camilo Torres Restrepo
Camilo Torres Restrepo va ser considerat sovint com un comunista cristià a causa dels seus intents, com a sacerdot, de conciliar el catolicisme amb el marxisme i la revolució comunista. Fou una persona clau per a la Teologia de l'alliberament, ratllat de comunista, tant per la Santa Seu com pel govern dels Estats Units.

## Símbols

Un altre símbol cristià de la variant comunista.

El simbolisme cristià-comunista és bàsicament el mateix que el seu cosí secular, encara que han estat símbols no oficials, mostren amb precisió la relació entre el cristianisme i el comunisme.
- Martell, falç i creu - Aquest símbol és el que més s'identifica amb el comunisme cristià de tots els altres símbols. Mostra un martell i la falç estàndard amb una barra diagonal a través d'empunyadura del martell, formant així una forma de creu. Una altra versió d'aquesta seria la creu llatina en lloc del martell, juntament amb la falç.

- Ichthys vermell - Aquest símbol està guanyant popularitat, encara que no és tan popular com el símbol anterior. Es mostra un Ichthys en el mitjà d'una Bandera roja, un símbol comunament utilitzat en el comunisme.

- Crismó Vermell - Aquest símbol és bàsicament idèntica a les Ichthys Vermella, no obstant això, té un crismó en un camp vermell, en lloc d'un Ichthys.

## Controvèrsia
El comunisme contemporani, incloent el comunisme cristià contemporani, deu molt al pensament marxista, en particular a l'economia marxista. No tots els comunistes estan plenament d'acord amb el marxisme, però és difícil de trobar avui dia que els comunistes no estiguin d'acord almenys amb la crítica marxista cap al capitalisme. El marxisme, no obstant això, inclou un complex conjunt d'àmbits que abasten diversos camps del saber humà, i es pot fàcilment distingir entre la filosofia marxista, la sociologia marxista i l'economia marxista. La sociologia marxista i l'economia marxistes no tenen connexió amb les qüestions religioses i no fan afirmacions sobre tals coses. La filosofia marxista, d'altra banda, és famosa pel seu ateisme, encara que alguns estudiosos marxistes, cristians i no cristians, han insistit que la filosofia marxista i la filosofia de Marx i Friedrich Engels són significativament diferents entre si i que aquesta diferència té reconeixement. José Porfirio Miranda, en particular, va trobar a Marx i Engels oposats sistemàticament al materialisme determinista i àmpliament favorables cap al cristianisme i cap al text de la Bíblia, malgrat no creure en una deïtat sobrenatural.
La visió cristià-comunista de Karl Marx és mixta. Marx va proporcionar la base econòmica sòlida i sociològica sobre la qual es va construir el moviment comunista i l'hi va portar d'una relativa foscor a una posició d'importància en l'escenari polític internacional. D'altra banda, Marx va ser el primer a repudiar el comunisme dels principis cristians, i com a resultat va haver-hi una forta associació durant el segle XX entre el comunisme i l'ateisme o agnosticisme.
El moviment comunista ha estat altament fragmentat des de 1990, mentre que els partits comunistes a tot el món segueixen tenint milions de membres, hi ha poca coordinació entre ells. Per tant, no existeixen dades estadístiques fiables sobre els punts de vista religiosos dels comunistes en el seu conjunt. Es dona per descomptat, i és probable, que la majoria segueixin sent ateus.

## Relació amb cristians conservadors
Gran part de la controvèrsia entre els cristians comunistes i anticomunistes es concentra en les moltes paràboles de Jesús sobre l'economia - incloent la paràbola dels talents en Mateu 25:14-30 (un "talent" era una forma de diners). La paràbola tracta d'un home que va confiar diferents summes de diners a tres funcionaris diferents, mentre que ell es va anar de viatge. Al seu retorn, va descobrir que els dos funcionaris amb les sumes més grans de diners havien "multiplicat" la seva riquesa (no s'especifica com), mentre que el tercer serf simplement es va quedar amb els diners que li van donar. El senyor va beneir als dos primers i al tercer ho va maleir. Cleon Skousen ha declarat que, a part del seu missatge espiritual, aquesta paràbola també s'assembla al capitalisme i l'esperit empresarial. També assenyala que el narrador de la paràbola parla favorablement de les "cases de canvi", deia del tercer serf que el menys que podria haver fet era "posar els seus diners en mans dels banquers", per la qual cosa el mestre hagués pogut rebre la seva "pròpia" inversió "amb usura" (interès).
D'altra banda, l'esquerra cristiana (no només els comunistes) - tals com John Cort - assenyalen que es tracta d'una paràbola, i les paràboles són per definició una lectura que no pretén ser presa de debò. Jesús comença la història, en Mateo 25:14, amb les paraules "Perquè el regne dels cels és com un home que anant-se lluny, va cridar als seus serfs i els va lliurar els seus béns." John Cort afirma que això significa que el mestre en la història representa a Déu, i els "diners" representa la seva gràcia, que és "riquesa espiritual". Així, el significat de la paràbola seria que un deu tractar de créixer en el Senyor, per multiplicar els propis tresors en el cel, no a la Terra.
A més, els cristians anti-comunistes de vegades sostenen que els drets de propietat privada són una extensió natural de la Imago Dei. Aquests arguments s'estructuren entorn del relat del Gènesi de la creació i la llei moral de l'Antic Testament. Ells argumenten que la sobirania individual prohibeix qualsevol intercanvi forçat o coaccionat de propietat. David Gernhard de Defensors de la Llibertat afirma que "En crear a l'home a la seva imatge, Déu li va donar a cada persona un control sobre les seves pròpies facultats, i ja que els individus no són superiors o inferiors a uns altres, drets de propietat independent dels altre so parteix de l'ordre de la creació."